# 越裳
越裳（えつしょう）は、中国後漢の王充の著書『論衡』の儒増篇と恢国篇、及び班固と班昭の著書『漢書』の平帝紀と王莽伝にあらわれる、中国南部に居住していたとみられる民族の名称である。『漢書』では「越裳氏」、『論衡』恢国篇では「越常」（えつじょう）と表記される。
『論衡』によると、西周の成王の時代に、天下泰平の象徴として、白雉（白いキジ）を献上した。東方に居住していた倭人が鬯草を献上したことと、一対のできごととして著者にとらえられている。
「越」は粤（えつ）とも書く。粤は『漢書』地理志に「その王は皆夏王朝の始祖禹の子孫であり、又その子孫、帝少康の庶子の後胤」と書かれている。その分派が多いので百粤とも言われた。
前漢の平帝の元始元年（西暦1年）にも越裳氏が白雉一羽と黒雉二羽を献上したことが『漢書』平帝紀と王莽伝、及び『論衡』恢国篇に記されている。